# Coussarea austin-smithii
Coussarea austin-smithii är en måreväxtart som beskrevs av Paul Carpenter Standley. Coussarea austin-smithii ingår i släktet Coussarea och familjen måreväxter. Inga underarter finns listade i Catalogue of Life.